# Chang'e 6
Chang'e 6 (嫦娥六号S, Cháng'é liùhàoP) è una missione spaziale cinese di esplorazione della Luna lanciata il 3 maggio 2024 alle 9:28 UTC. È la seconda missione di ritorno di campioni della Cina e la prima in assoluto che ha recuperato campioni di terreno e roccia dalla faccia nascosta della Luna e di riportarli sulla Terra. La fase primaria della missione è durata circa 53 giorni, la sonda è allunata correttamente il giorno 1 giugno 2024 alle ore 22:23 UTC nei pressi del bacino Polo Sud-Aitken dal quale ha potuto prelevare circa 2 kg di campioni del suolo lunare. Come le precedenti dello stesso programma, la navicella spaziale prende il nome dalla dea cinese della luna Chang'e.

## Panoramica della missione
Chang'e 6 fa parte della IV fase del Programma cinese di esplorazione della Luna Chang'e. La missione segue gli orbiter Chang'e 1 (lanciati nel 2007) e 2 (2010), i rover Chang'e 3 (2013) e 4 (2018), nonché la missione di ritorno dei campioni Chang'e 5 lanciata nel 2020.
Tutti i campioni del suolo lunare riportati dalle missioni precedenti (programma Apollo e programma Luna) provengono dal lato visibile del nostro satellite naturale. Il ritorno di un campione di suolo dalla faccia nascosta della Luna è considerato dalla comunità scientifica un obiettivo prioritario perché questo lato della Luna è molto diverso dalla faccia visibile e non è stata trovata alcuna spiegazione soddisfacente di questa dicotomia. Una missione simile MoonRise è stata proposta nel 2017 come parte del programma New Frontiers della NASA ma non è stata selezionata.
Il sito di atterraggio è nella parte meridionale dell'enorme Bacino Polo Sud Aitken la cui estensione è di circa 2400 km e più precisamente sul picco meridionale del bacino Apollo, il cui diametro è di 240 km. Una volta allunato il lander, un trivella ha perforato il terreno per raccogliere circa due chilogrammi di campioni.

## Componenti

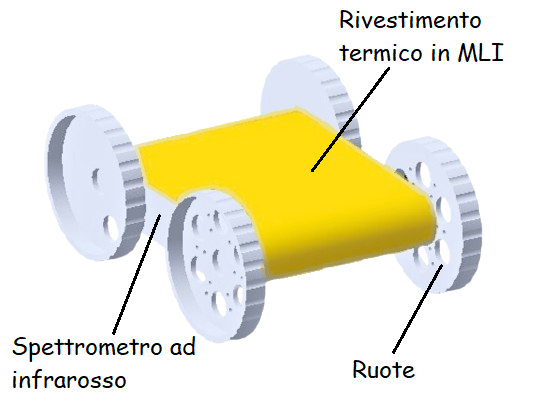
Diagramma schematico dei componenti del micro rover

La sonda spaziale Chang'e 6 è la copia di backup sviluppata per la missione Chang'e 5. Con una massa di 8,2 tonnellate, è composta da quattro moduli: un modulo di servizio responsabile del viaggio tra la Terra e la Luna (orbiter lunare), un lander dal peso di 3,8 tonnellate responsabile dell'allunaggio, un modulo di ascesa (ascender) che deve riportare i campioni di suolo in orbita lunare e una capsula di ritorno che li riporta sulla Terra. Gli ingegneri cinesi hanno optato per uno scenario di ritorno del campione complesso: lo stadio di risalita, invece di ritornare direttamente sulla Terra (come le sonde sovietiche del programma Luna), si è incontrato con il modulo di servizio in orbita lunare: il campione è stato poi trasferito nella capsula di ritorno che è stata riportata in prossimità della Terra dove si è separata dal modulo di servizio per compiere un rientro atmosferico.
Le comunicazioni con la Terra avvenivano tramite il satellite Queqiao-2, il successore di Queqiao, che aveva supportato la missione Chang'e 4, la prima ad allunare sul lato nascosto della Luna.
I carichi utili scientifici includevano una telecamera per l'atterraggio, una telecamera panoramica, uno spettrometro mineralogico e un radar per l'esplorazione lunare. A bordo era presente anche un piccolo rover sperimentale che montava uno spettrometro per immagini a infrarossi le cui componenti chiave sono state realizzate dallo Shanghai Ceramics Research Institute, che ha anche realizzato anche il motore piezoelettrico ad ultrasuoni fondamentale per il corretto funzionamento dello spettrometro e una piccola camera in luce visibile. La comunicazione con il lander avveniva grazie a piccole antenne resistenti al calore. Inoltre, il rover era ricoperto di un rivestimento termico isolante in (Multi-layer insulation) MLI.

## Partecipazione internazionale
Le autorità cinesi hanno riservato 10 chilogrammi di carico utile per esperimenti scientifici forniti da altri quattro paesi:
- uno strumento francese chiamato DORN (Detection of Outgassing Radon) per studiare il trasporto della polvere lunare e di altri volatili tra la regolite lunare e l'esosfera lunare, compreso il ciclo dell'acqua;[9]
- uno strumento italiano dell'INFN denominato INRRI (INstrument for landing-Roving laser Retroreflector Investigations) costituito da un retroriflettore laser passivo da utilizzare per la telemetria laser del lander, simile a quelli utilizzati nelle missioni Schiaparelli e InSight;
- lo strumento svedese NILS (Negative Ions on Lunar Surface), uno strumento per rilevare e misurare gli ioni negativi riflessi dalla superficie lunare;
- il cubesat pakistano ICECUBE-Q, per rilevare tracce di ghiaccio sulla superficie lunare.

## Panoramica della missione

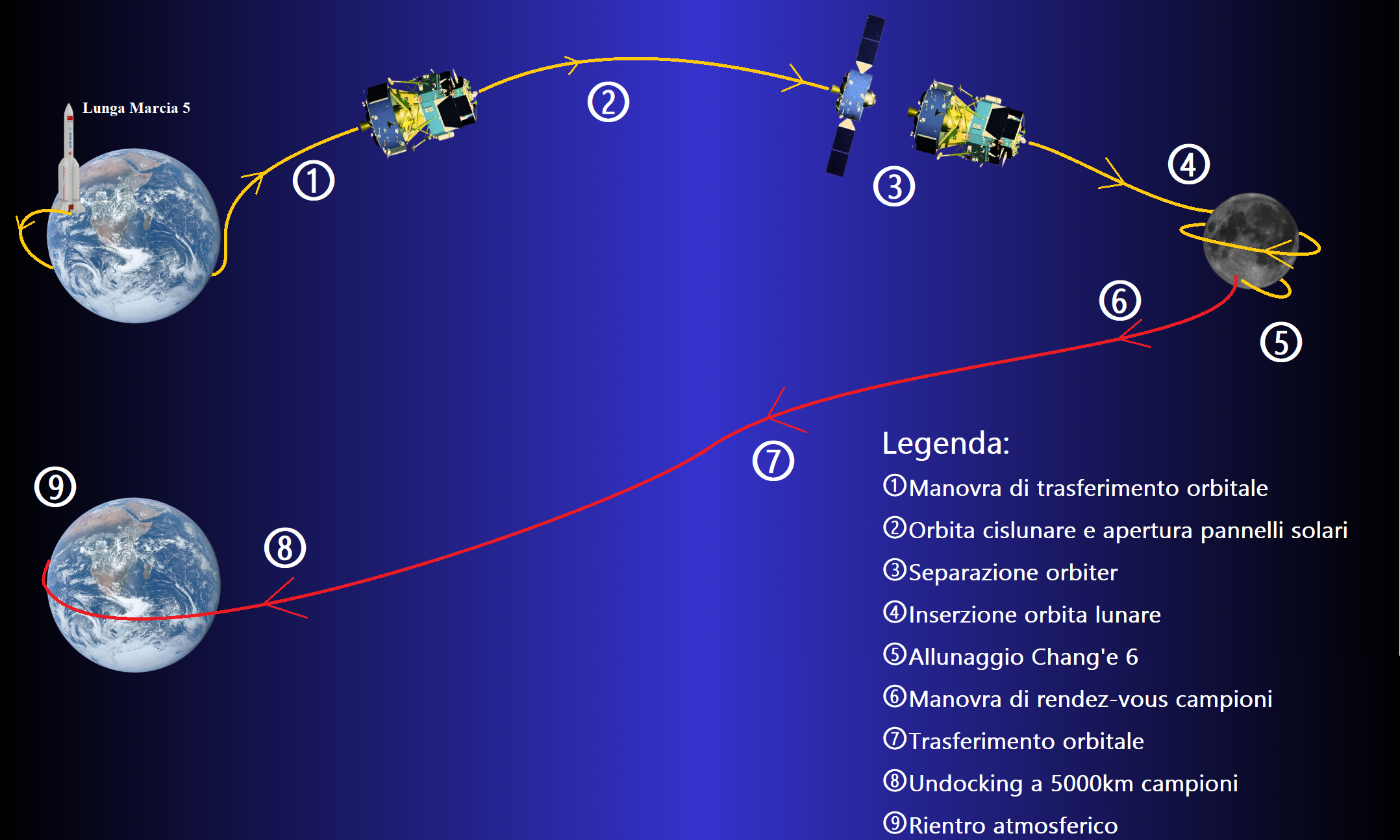
Schema semplificativo ed orbita della missione Chang'e 6

Il lancio è stato effettuato il 3 maggio 2024, Lunga Marcia 5 ha portato in orbita la missione tramite una manovra di trasferimento in orbita cislunare simile a quella del suo predecessore. Dopo il dispiegamento dei pannelli solari è avvenuto un undocking tra l'orbiter e il lander con successiva discesa del lander. Il sito di allunaggio è stato scelto per lo spessore della crosta, l'attività vulcanica antica, l'età geologica, caratteristiche superficiali e per la struttura termica interna uniche nel suo genere. Dopo aver prelevato parte del materiale lunare, i campioni hanno raggiunto l'orbiter con una manovra di rendezvous e successivo docking per poi posizionarsi in un'orbita di ritorno verso la Terra. A circa 5000km di quota in orbita terrestre i campioni lunari sono stati sganciati e grazie ad uno scudo termico ablativo ceramico creato dalla Shanghai Ceramics Research Institute ritorneranno sulla Terra.

## Allunaggio
L'allunaggio è avvenuto correttamente alle ore 22:23 UTC del 1 giugno 2024 con la fase di discesa controllata iniziata alle 22:09. La spinta del motore di circa 7500 N è stata sufficiente a far raggiungere al lander la quota di rilascio dopo la quale ha effettuato una piccola caduta libera posizionandosi dolcemente sul suolo lunare. Gli ostacoli sulla superficie sono stati evitati grazie ad un innovativo sistema autonomo che combinava i suoi dati con quelli di una camera a luce visibile posizionata nella parte sottostante del lander. L'allunaggio è avvenuto come previsto nel bacino Polo Sud-Aitken, nel punto di coordinate 41° 38′ 24″ S - 153° 59′ 24″ O. La comunicazione con il satellite ponte radio Queqiao-2 è riuscita correttamente ed il carico utile ha iniziato a lavorare come previsto.

## Ritorno sulla Terra
Dopo circa tre giorni di attività al suolo e dopo aver raccolto diversi campioni lunari il modulo di risalita ha effettuato la partenza dalla Luna alle ore 23:38 UTC del 3 giugno, grazie alla spinta generata dal booster di risalita da 3000 N che è rimasto attivo per circa 6 minuti. Ha poi effettuato un rendez-vous docking e si è inserito in una traiettoria cislunare per la Terra. La capsula è rientrata nel deserto della Mongolia alle 6:06 UTC del 25 giugno 2024 effettuando una classica skip reentry riportando con successo circa 2 kg di campioni lunari del lato nascosto della Luna.

## Missione estesa
Dopo aver rilasciato la capsula coi campioni di ritorno a Terra, sono stati riaccesi i motori dell'orbiter per inserirlo nel punto di Lagrange L2, probabilmente per effettuare test e osservazioni per missioni future.